# 斎藤徳元

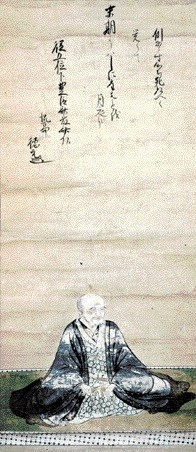
斎藤徳元像(泉光寺蔵)

斎藤 徳元（さいとうとくげん、永禄2年（1559年） - 正保4年8月28日（1647年9月26日））は、安土桃山時代・江戸時代初期の美濃国出身の武将・俳人。豊臣姓。名を元信。また辰遠とも。通称は斎宮、号に帆亭。斎藤元忠の子。元忠の母は斎藤義龍の妹とあるので、斎藤道三は曾祖父に当たる。父斎藤元忠から、織田秀信の代官で、富加町加治田村地域の領地を掌していた。親族は美濃斎藤氏の加治田城城主二代目斎藤利治・三代目斎藤利堯。位階・従五位下。墨俣城城主。

## 生涯
俳諧を松永貞徳に、連歌を里村昌琢に学ぶ。織田信長に仕えて2千石を領した。本能寺の変以後は織田秀信に仕えて墨俣城主となる。
始め、関白豊臣秀次に任官。また豊臣秀吉の馬廻として文禄元年（1592年）の文禄・慶長の役に際し肥前国名護屋城に在陣した。
三八才ごろ、帰岐し、織田秀信に仕えた。墨俣城城主となり、岐阜町奉行も務めた。岐阜城近くに屋敷を構えて出仕した。
関ヶ原の戦い時には秀信が立て籠もる岐阜城を武藤助十郎と共に守備。落城寸前に城を脱出。
戦後秀信が改易されたために浪人となった後は加治田村に逃れてきたが、村民（加治田衆）が徳川家康をはばかって止まることを許さなかった。一時若狭（福井県）の京極忠高のもとに身を寄せ、任官。寛永2年に福井県大飯郡車持の里にて所領。次いで江戸浅草を居とする。
寛永2年（1625年）、高野山の秀信の墓を訪れて歌を詠んだ。連歌俳諧に優れ、江戸の地に於いて和歌の教授者となり、『俳諧初学抄』『伊豆走湯俳諧』『独吟千句』等を著わした。
『俳諧初学抄』は江戸で出版された最初の俳書である。諸説あるが祖母は明智光秀の伯母と伝える。一族に春日局がおり、彼女から酒を送られたことが自撰集『塵塚俳諧集』に見える。正保4年（1647年）、89歳で没す。

## 人物
- 斎藤利治の子の斎藤市郎左衛門は斎宮と号し、斎藤徳元と同一人物との資料もある[2][3]。
- 俳人として、浅草の徳元亭に住む。草創期江戸俳壇指導者として活躍した。
- 天の橋立の天橋山智恩寺京内に墓がある。

## 主な著作
- 「徳元千句」 (1628年)
- 「関東下向道記」(1628年)
- 「塵塚誹諧集」(1633年)
- 「誹諧初学抄」(1641年)
- 「尤草紙」 (仮名草子。作者に異説あり)